# 북제

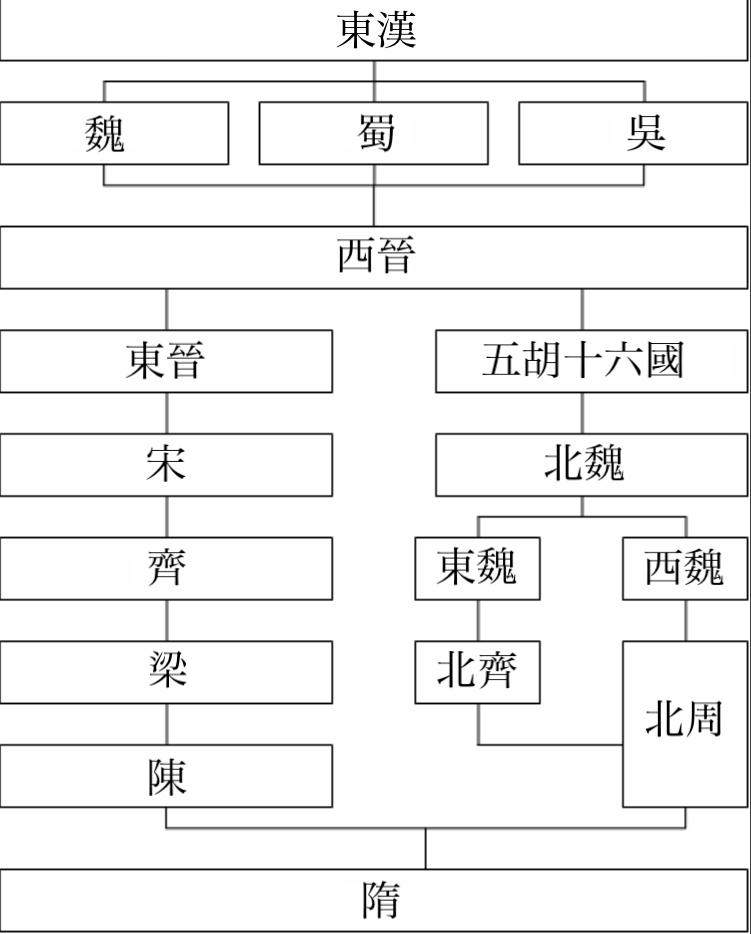
위진 남북조 왕조들의 계통도

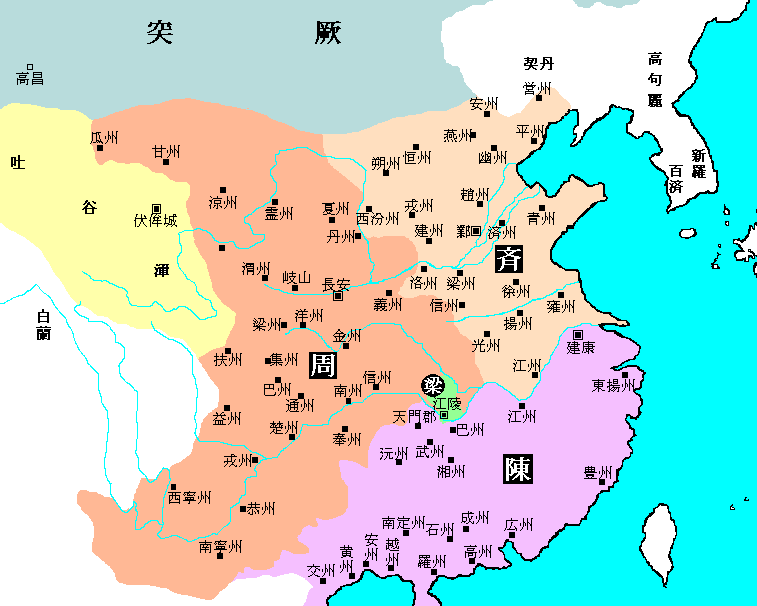
북제(오른쪽 살구색), 북주(왼쪽 주황색), 진(陳, 아래 분홍색), 후량(가운데 연두색)

북제(北齊, 550년 ~ 577년)는 중국 남북조 시대 때 발해 고씨에 의해 건국된 국가이다. 국호는 제(齊)이지만 남조의 남제와 구별하기 위해 북제라고 불리었다.

## 역사
창시자인 고환은 북위의 육진의 난에 가담하여 흉노 계열 부족 중의 하나인 글호족(契胡族)의 추장 이주영에게 귀순하여 커다란 명성을 날렸다. 이주영이 국정을 농단하다가 효장제 원자유에게 살해당하자, 자립하여 이주씨 일족을 멸망시켰다. 효무제 원수를 옹립하고 승상이 되어 북위의 실권을 장악해 권력을 휘둘렀다.
후에 효무제는 그를 피해 서쪽의 군벌 우문태를 의지했다. 이윽고 고환은 효정제 원선견을 옹립하고 수도를 업으로 옮겨 동위를 건국하여 서위와 다투었다. 547년 고환이 죽자 그의 아들 고징이 지위를 계승하였다. 그 직후 하남대행대(大行臺) 후경이 배신하여 하남의 영지를 갖고 남조 양나라에 귀순한 사건이 발생하였다.
고징은 모용소종을 파견하여 후경과 양나라군과 싸워 그들을 격파하고 하남을 되찾았다. 패배한 후경은 양나라에 투항했으나 양나라가 동위와 수교를 맺자 위기에 몰린 후경은 난을 일으켜 양나라를 멸망시켰다.
후경의 모반을 꺾어버린 고징이었으나, 주벽에 의한 포악한 행동으로 550년 양나라로부터 투항한 난경(蘭京)에 의해 살해되었다. 고징의 동생 고양이 뒤를 계승하여 난을 수습하고 그 여세를 몰아 효정제로부터 제위를 선양받아 제나라를 건국했다.
당시 화북은 군사력은 서쪽이 높고 동쪽이 낮고, 경제는 동쪽이 높고 서쪽이 낮다는 평가를 받고 있어 북제는 경제력을 배경으로 돌궐과 결탁해 거란을 제압하고 북주군을 여러번 격퇴하였다.
고씨 가문은 주벽(酒癖)과 기행(奇行)이 많아 피를 부르는 사건이 많은 반면, 대부분 우수한 군사적인 재능을 타고 났기에 익주를 병합하여 경제력을 강화한 북주에 대해 항상 군사적 우위를 지켰으나, 후주 고위는 소인배를 신임하여 그들의 참언으로 인해 북제의 군사력을 지탱하던 곡률광·고숙 등의 명장들을 처형하는 등의 실정을 거듭하다가, 577년 북주에게 멸망당했다.
신라는 564년과 572년에 북제에 사신을 보내 조공하였다. 565년, 북제의 무성제가 조서를 내려, 신라 진흥왕을 사지절(使持節)·동이교위(東夷校尉)·낙랑군공(樂浪郡公)·신라왕(新羅王)으로 삼았다.

## 역대 황제
| 대수   | 묘호                              | 시호                                     | 성명           | 연호                                                               | 재위기간      | 능호           |
| ------ | --------------------------------- | ---------------------------------------- | -------------- | ------------------------------------------------------------------ | ------------- | -------------- |
| -      | -                                 | 문목황제 (文穆皇帝) (제 문선제 추숭)     | 고수(高樹)     | -                                                                  | -             | -              |
| -      | 제 고조 (齊高祖) (제 문선제 추숭) | 신무황제 (神武皇帝)                      | 고환(高歡)     | -                                                                  | -             | 의평릉(義平陵) |
| -      | 제 세종 (齊世宗) (제 문선제 추숭) | 문양황제 (文襄皇帝)                      | 고징(高澄)     | -                                                                  | -             | 준성릉(峻成陵) |
| 제1대  | 제 현조 (齊顯祖)                  | 문선황제 (文宣皇帝)                      | 고양(高洋)     | 천보(天保) 550년 ~ 559년                                           | 550년 ~ 559년 | 무령릉(武寧陵) |
| 제2대  | -                                 | 폐황제 (廢皇帝) (제남민도왕<濟南閔悼王>) | 고은(高殷)     | 건명(乾明) 560년                                                   | 559년 ~ 560년 | -              |
| 제3대  | 제 숙종 (齊肅宗)                  | 효소황제 (孝昭皇帝)                      | 고연(高演)     | 황건(皇建) 560년 ~ 561년                                           | 560년 ~ 561년 | 문정릉(文靖陵) |
| 제4대  | 제 세조 (齊世祖)                  | 무성황제 (武成皇帝)                      | 고담(高湛)     | 태녕(太寧) 561년 ~ 562년 하청(河淸) 562년 ~ 565년                  | 561년 ~ 565년 | 영평릉(永平陵) |
| 제5대  | -                                 | 후주 (後主) (온국공<溫國公>)             | 고위(高緯)     | 천통(天統) 565년 ~ 569년 무평(武平) 570년 ~ 576년 융화(隆化) 576년 | 565년 ~ 576년 | -              |
| -      | -                                 | 초공애황제 (楚恭哀皇帝) (제 유주 추숭)   | 고엄(高儼)     | -                                                                  | -             | -              |
| 비정통 | -                                 | - (안덕왕<安德王>)                       | 고연종(高延宗) | 덕창(德昌) 576년                                                   | 576년         | -              |
| 제6대  | -                                 | 유주 (幼主) (수국천왕<守國天王>)         | 고항(高恒)     | 승광(承光) 577년                                                   | 577년         | -              |
| 비정통 | -                                 | - (임성왕<任城王>)                       | 고개(高湝)     | -                                                                  | 577년         | -              |
| 비정통 | -                                 | - (범양왕<范陽王>)                       | 고소의(高紹義) | -                                                                  | 578년         | -              |